# Daniel Chavarria
Daniel Chavarría, kubanski pisatelj, * 10. avgust 1933, San José de Mayo, Urugvaj, † 6. april 2018, Havana, Kuba.

## Življenje
Daniel Chavarría, levičarski Urugvajčan, se ima za kubanskega pisatelja: na Kubi živi od leta 1969, ko je pokupil vse vozovnice za manjše turistično letalo in ga ugrabil, da je pristalo v Havani. Po poklicu je profesor latinščine in stare grščine, kar je predaval tudi na univerzi v Havani.
Njegova dela na zelo svež in optimističen način razgaljajo mračno socialno sliko sveta. Svoje junake opisuje tako, da prekipevajo od veselja do življenja. Ima se za učenca Aleja Carpentierja, kubanskega pisatelja in utemeljitelja magičnega realizma.